# Tripterotyphis arcana
Tripterotyphis arcana is een slakkensoort uit de familie van de Muricidae. De wetenschappelijke naam van de soort is voor het eerst geldig gepubliceerd in 1969 door DuShane.